# Alexander Schneider (Politiker)

Alexander Schneider

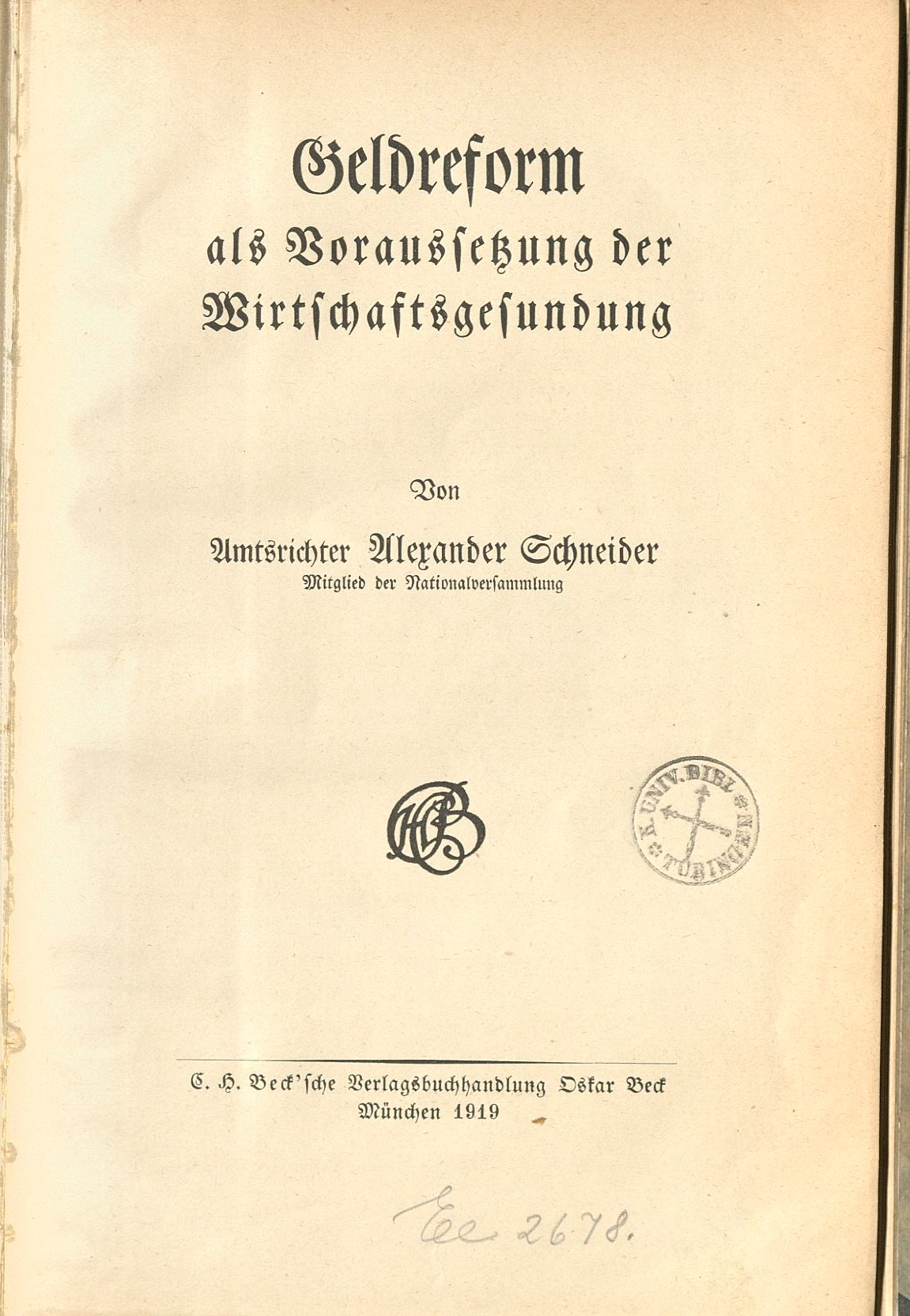
Geldreform (1919)

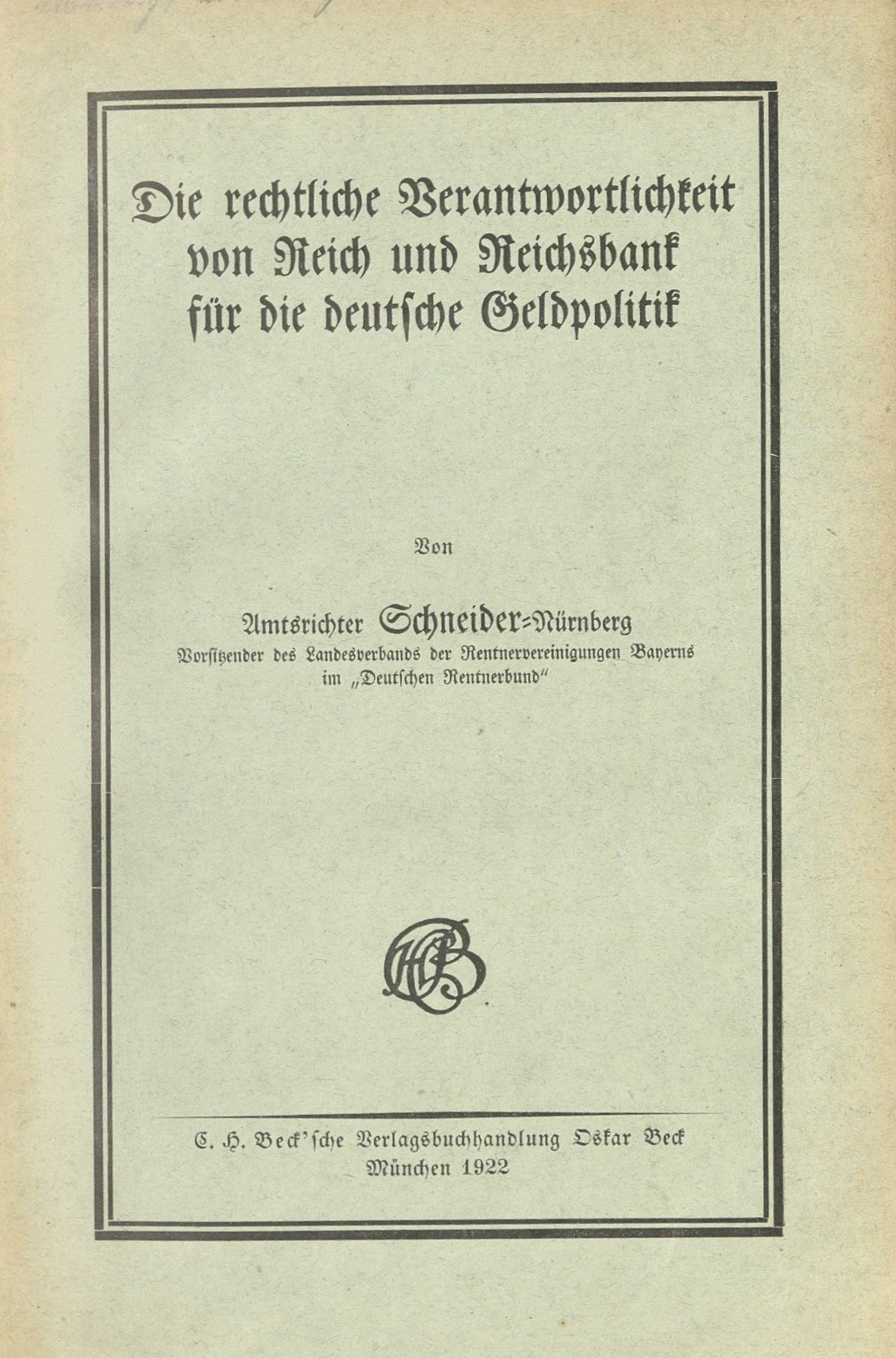
Geldpolitik (1922)

Adolf Philipp Alexander Schneider (* 11. August 1882 in Berg (Starnberger See); † 16. März 1932 in Erlangen) war ein deutscher Jurist und Politiker (Zentrum). 1919 war Schneider Mitglied der Weimarer Nationalversammlung.

## Leben und Wirken
Schneider war das dritte von vier Kindern des Alexander von Schneider und seiner Ehefrau Florentine, geb. Rutz (+ 30. November 1929 in Ansbach).
Nach dem Besuch der Volksschule (1888–1892) wurde Schneider an einem Gymnasium unterrichtet (1892–1901). Anschließend studierte er von 1901 bis 1905 Rechtswissenschaft an der Universität München.
1908 legte Schneider die Prüfungen für den höheren Justiz- und Verwaltungsdienst in Bayern ab und arbeitete danach in verschiedenen juristischen Funktionen: Von 1909 bis 1911 war er als juristischer Hilfsarbeiter beim Präsidenten des Landgerichts München II tätig. 1911 ließ er sich als Rechtsanwalt in Dachau nieder, wechselte aber bereits 1912 als Amtsgerichtssekretär in den Staatsdienst. Von 1913 bis 1914 war er als juristischer Hilfsarbeiter bei der Reichsversicherungsanstalt für Angestellte beschäftigt.
Von 1914 bis 1918 nahm Schneider mit der bayerischen Armee am Ersten Weltkrieg teil, in dem er mindestens einmal verwundet wurde.
1919 wurde Schneider als Mitglied in die Weimarer Nationalversammlung gewählt, in der er den Wahlkreis 26 (Regierungsbezirk Ober-, Mittel- und Unterfranken) vertrat. Politisch gehörte Schneider, obschon Protestant, zu dieser Zeit der Zentrumspartei an.
In den 1920er Jahren und frühen 1930er Jahren amtierte Schneider als Amtsgerichtsrat am Amtsgericht Nürnberg und dann als Landgerichtsrat am Landgericht Ansbach. Daneben war er bayerischer Vorsitzender des Deutschen Rentnerbunds. Zudem verfasste er Fachbeiträge für juristische Zeitschriften sowie Schriften zu geldpolitischen Fragen.
Schneider starb am 16. März 1932 an einem Blasenleiden im Universitätsklinikum Erlangen und wurde zwei Tage später in Ansbach beigesetzt.

## Archivarische Überlieferung
Im Bayerischen Hauptstaatsarchiv in München wird der Nachlass von Schneiders Vater verwahrt. Die Akte 30 dieses Nachlasses enthält persönliche Dokumente, wie Schul- und Universitätszeugnisse des Sohnes. In der Abteilung Kriegsarchiv wird zudem eine Militärpersonalakte zu Schneider verwahrt (Unteroffizierspersonalakten Nr. 89105).

## Schriften
- Geldreform als Voraussetzung für Wirtschaftsgesundung, München 1919.
- Der sterbende Stand der Rentner: Eine Betrachtung u. e. Aufruf zur Notlage d. Kapitalrentner.  C. H. Beck, München 1920.
- Die rechtliche Verantwortlichkeit von Reich und Reichsbank für die deutsche Geldpolitik, 1922.